# 국제신학위원회
국제신학위원회는 세계 여러 나라에서 온 신학자 서른 명으로 구성된 로마 교황청의 자문기구이다. 국제신학위원회의 역할은 로마 가톨릭교회의 신앙교리성에 신학적인 조언을 하는 것이다. 신앙교리성의 장관은 직무상 로마에 본거지를 둔 국제신학위원회의 위원장을 겸임하고 있다.
국제신학위원회는 1969년 4월 11일에 설립되었다. 1976년에 위원회는 《인간 발전과 그리스도교적 구원》이라는 제목의 해방신학에 대한 보고서를 발행하였다. 교황 바오로 2세는 이를 근거로 1980년대에 해방신학을 호되게 비판하였다. 1997년에 국제신학위원회는 《그리스도교와 종교들》이라는 문서를 발표하였다. 이후 몇 년간, 일련의 징계 활동이 종교다원주의에 휘말린 가톨릭 성직자에게 내려졌다. 2004년에는 창조와 진화 그리고 기독교 신앙 사이의 관계를 다룬 《친교와 청지기 정신: 하느님의 모습대로 창조된 사람》이라는 문서를 발표하였다.

## 고성소 이론 수정
2007년, 국제신학위원회는 41쪽 분량의 《세례받지 않고 죽은 아기들의 구원 희망》이라는 제목의 문헌을 발표하였다. 위원회는 고성소에 대한 전통적 신학 이론이 지나치게 제한된 구원관을 반영하고 있다며, 하느님의 사랑과 모든 이의 구원을 원하는 구원 의지에 따라, 세례받지 않고 죽은 아기들도 하늘나라에 들어가는 것을 희망할 수 있다고 밝혔다.
고성소는 세례를 미처 받지 못한 유아들이 하느님과의 친교 없이 영원히 머무는 곳을 말한다. 이 같은 고성소의 개념에 따라 부모들은 아이를 낳으면 가능한 한 빨리 유아세례를 받도록 권고했었다.
하지만, 이 같은 개념은 무죄한 어린이들이 왜 하늘나라에 들어가지 못하는지, 심지어 온갖 분쟁과 갈등으로 희생된 아이들의 문제에 이르기까지 사목적인 문제가 제기되어 왔다. 이에 따라 국제신학위원회는 수년간의 연구 끝에 결론을 내리고 이를 교황 베네딕토 16세의 허락을 받아 문헌으로 발표하였다.
국제신학위원회는 하느님은 자비롭고 모든 사람의 구원을 바랄 뿐만 아니라, 은총이 죄에 앞서고 무죄한 아기들을 하늘나라에서 배제하는 것은 그리스도의 ‘미소한 자들’에 대한 특별한 사랑을 반영하지 않는다고 지적했다.
위원회는 따라서 무죄한 어린이들이 죽어서 하늘나라에 들어갈 것을 희망할 수 있는 신학적, 전례적 근거가 있다고 본 것이다. 하지만, 위원회는 이러한 내용이 확실한 지식이라기보다는 기도에 가득 찬 희망의 근거임을 강조했다.